# Acanthocepola
Acanthocepola – rodzaj morskich ryb okoniokształtnych z rodziny wstęgówkowatych (Cepolidae).

## Występowanie
Ocean Indyjski i Ocean Spokojny.

## Klasyfikacja
Gatunki zaliczane do tego rodzaju:
- Acanthocepola abbreviata
- Acanthocepola indica
- Acanthocepola krusensternii
- Acanthocepola limbata